# Shao Jieni
Dans ce nom chinois, le nom de famille, Shao, précède le nom personnel Jieni.
Shao Jieni (chinois : 邵杰妮 ; pinyin : Shào Jiénī) née le 24 janvier 1994 à Anshan est une pongiste portugaise d'origine chinoise.
Elle a participé aux Jeux olympiques de 2016 dans l'épreuve du simple dames.
En avril 2013, elle s'est inscrite auprès de la Fédération portugaise de tennis de table et elle est devenue joueuse de nationalité portugaise en août 2015. Lors de la saison 2024-2025 elle joue dans le championnat de France Pro A avec l'équipe de ASRTT Étival-Raon.

## Palmarès

### Championnats d'Europe
- Championnats d'Europe 2019 à Nantes
  - Équipes femmes :  Médaille d'argent
- Championnats d'Europe 2021 à Cluj-Napoca
  - Équipes femmes :  Médaille de bronze
- Championnats d'Europe 2023 à Malmö 
  - Équipes femmes :  Médaille de bronze

### Jeux méditerranéens
- Jeux méditerranéens de 2023 à Oran ( Algérie) :
  -  médaille d'argent en simple dames
  -  médaille de bronze en par équipes dames

### Jeux européens
- Jeux européens de 2023 à Cracovie ( Pologne) :
  -  médaille de bronze en équipes dames